# Hamilton Hume
Alexander Hamilton Hume, född 19 juni 1797 i Parramatta i Nya Sydwales, död 19 april 1873 i Yass i samma koloni, var en australisk forskningsresande.

## Biografi
Hume upptäckte vid 17 års ålder det numera tätt befolkade Berrima, ledde 1824 tillsammans med Hovell den första överlandresan från Sydney till Port Phillip, varunder han upptäckte fem floder, bland andra Murray och Goulburn. År 1828 följde han Sturt på dennes forskningsresa längs Macquariefloden. Med anledning av en tvist om, huruvida han eller Hovell inlagt största förtjänsten vid 1824 års upptäcktsresa, utgav han 1855 skriften A brief statement of facts in connection with an overland expedition from lake George to Port Phillip in 1824. Återstoden av sitt liv tillbragte Hume som farmare på den jord han av staten fick i belöning för sina forskningsresor.